# Planococcoides pauliani
Planococcoides pauliani är en insektsart som beskrevs av Mamet 1959. Planococcoides pauliani ingår i släktet Planococcoides och familjen ullsköldlöss.
Artens utbredningsområde är Madagaskar. Inga underarter finns listade i Catalogue of Life.